# Andre Drazen
 (mai 2025).
Motif : Non respect des WP:CAA
- Archive Wikiwix
- Bing
- Cairn
- DuckDuckGo
- E. Universalis
- Gallica
- Google
- G. Books
- G. News
- G. Scholar
- Persée
- Qwant
- (zh) Baidu
- (ru) Yandex
- (wd) trouver des œuvres sur Wikidata

| 1. | Préciser le motif de la pose du bandeau. | Précisez le motif de la pose du bandeau en utilisant la syntaxe suivante : {{admissibilité à vérifier\|date=juillet 2025\|motif=remplacez ce texte par le motif}}                 |
| 2. | Informer les utilisateurs concernés.     | Pensez à avertir le créateur de l'article, par exemple, en insérant le code ci-dessous sur sa page de discussion : {{subst:avertissement admissibilité à vérifier\|Andre Drazen}} |

Andre Drazen est un personnage du feuilleton télévisé 24 heures chrono. C’est un terroriste serbe qui veut se venger de Jack Bauer et de David Palmer.

## Biographie
C’est le fils de Victor Drazen, un dirigeant d’une police secrète de Slobodan Milošević. Lors d’une mission secrète autorisée par Palmer et organisée par Bauer, Victor Drazen est tué ainsi que sa femme et sa fille.
Andre va alors imaginer un plan pour se venger. Grâce à des taupes dans la défense américaine, il arrivera à remonter à Bauer et à Palmer. Il apprend également que son père est encore vivant, enfermé dans une prison secrète aux États-Unis.

## Saison 1
Le plan d’Andre Drazen est mis à exécution, pour l’anniversaire de l’opération secrète au Kosovo et comporte 3 volets :
1. Confier à Ira Gaines un terroriste américain la mission de tuer Jack Bauer et sa famille, ainsi que David Palmer ;
2. En cas d’échec trois tueurs serbes, dont son frère Alexis Drazen, sont prêts à poursuivre la mission ;
3. Libérer Victor Drazen de sa prison et quitter le pays.

Il reçoit tout au long de la journée des informations sur la cellule anti-terroriste fournies par Nina Myers qui ne semble pas toutefois  travailler directement pour lui.
Il n’arrivera pas à tuer ni Palmer ni Bauer. Son père sera libéré, mais ils seront tous les deux tués par Jack.